# Банне (Красноуфімський міський округ)
Ба́нне (рос. Банное) — присілок у складі Красноуфімського міського округу (Натальїнськ) Свердловської області.
Населення — 218 осіб (2010, 232 у 2002).
Національний склад станом на 2002 рік: росіяни — 97 %.